# Origine des roumanophones
L’origine des roumanophones et même leur définition actuelle sont sujets, dans les sciences historiques, humaines et linguistiques, à des controverses découlant de l’existence de trois thèses divergentes, qui ont, toutes trois, des arguments et sont présentées dans des sources secondaires universitaires :
1. une première, soutenue par l’historiographie austro-hongroise et germanique[1], affirme que les populations romanes ont disparu au nord du Danube au IIIe siècle et n’ont pas reparu avant le XIIIe siècle au plus tôt, en provenance des Balkans[2] : c’est la thèse du « Désert des Avars » (Avar sivatag) selon laquelle les Magyars sont arrivés les premiers dans le bassin du moyen-Danube et en Transylvanie[3],[4],[5] ;
2. une deuxième, soutenue par l’historiographie bulgare et serbe, affirme que les populations romanes ont disparu au sud du Danube au Ve siècle et n’ont pas reparu avant le XIIIe siècle au plus tôt, en provenance de Transylvanie : c’est la thèse de la « non-romanisation des Thraces » selon laquelle les Slaves méridionaux et les Proto-Bulgares sont arrivés les premiers dans les Balkans[6],[7] ;
3. une troisième, soutenue par l’historiographie roumaine et moldave, affirme que les populations romanes orientales n’ont jamais cessé leurs transhumances pastorales entre le nord et le sud du Danube de la fin du IIIe siècle au XIIIe siècle, et objecte aux deux autres thèses qu’il est peu réaliste d’imaginer les locuteurs des langues romanes orientales disparaissant mystérieusement pendant mille ans pour réapparaître inexplicablement ensuite[8], et étant le seul groupe à ne pas traverser le Danube, les Balkans et les Carpates, alors que les Goths, les Slaves, les Avars, les Proto-Bulgares, les Magyars, les Pétchénègues, les Coumans, les Alains, les Mongols et les Ottomans l’ont fait[9],[10],[11],[12],[13],[14].

Ces controverses, ainsi que le dénigrement réciproque des historiens impliqués selon la méthode hypercritique, ont fait dire à Winston Churchill : « La région des Balkans a tendance à produire plus d’histoire qu'elle ne peut en consommer », et découlent de deux problématiques,,, :
- la politique depuis le XIXe siècle, qui oriente et instrumentalise les recherches en fonction des enjeux liés à l’émergence de l’État roumain et aux oppositions suscitées par cette émergence dans les empires voisins, notamment habsbourgeois et russe, produisant des théories contradictoires et une profusion de sources biaisées ;
- la méthodologie historique, qui, si on s’en tient exclusivement aux sources écrites (rares et sujettes à interprétations entre le IVe siècle et le XIIIe siècle), produit l’« illusion documentaire » d’une « disparition durant mille ans » des locuteurs des langues romanes orientales suivie d’une « mystérieuse et miraculeuse réapparition »[20].

Le résultat de ces controverses est qu’à quelques exceptions près, la plupart des sources secondaires omettent de mentionner l’existence de ce groupe linguistique entre la fin de l’Empire romain et l’émergence de la Roumanie moderne ; les plus sérieux mentionnent parfois l’existence des principautés médiévales de Moldavie et Valachie. Toutefois, l’existence, la structure et le lexique de la langue roumaine ainsi que la répartition géographique des romanophones en Europe du Sud-Est, rendent absurde la réfutation du lien linguistique de ces locuteurs avec les populations romanisées par l’Empire romain dans la péninsule des Balkans et le bassin du bas-Danube.  Faisant fi du nomadisme pastoral qui, de l’avis général des historiens, des ethnologues et des linguistes, fut jusqu’à la fin du Moyen Âge une occupation essentielle des romanophones orientaux, ces théories divergentes opposent des aires d’évolution tantôt très étendues allant de la Moravie à l’Ukraine et à la Grèce,, tantôt très restreintes, localisées par exemple uniquement dans l’actuel județ de Teleorman en Valachie centrale.

## Définition d’un roumanophone

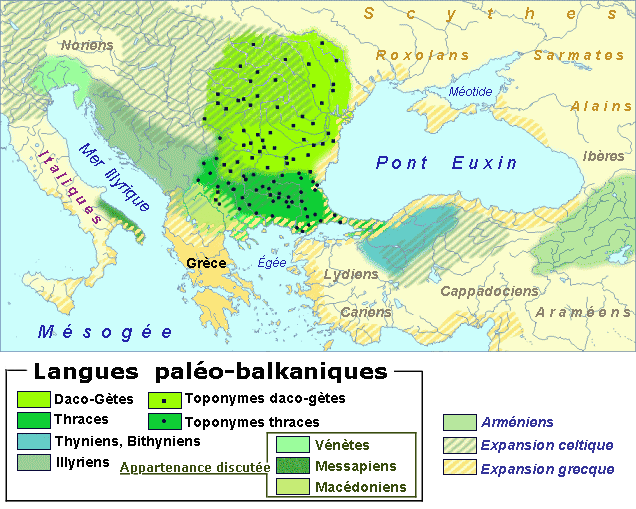
Les langues paléo-balkaniques.

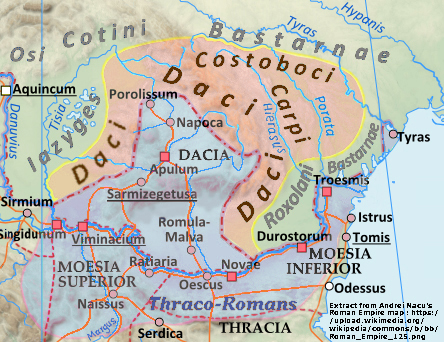
En bleu, la « Dacie trajane » et la Mésie, en rose les régions des « Daces libres ».

La « Dacie aurélienne » des Balkans au VIe siècle, à la veille de l'arrivée des Slaves.

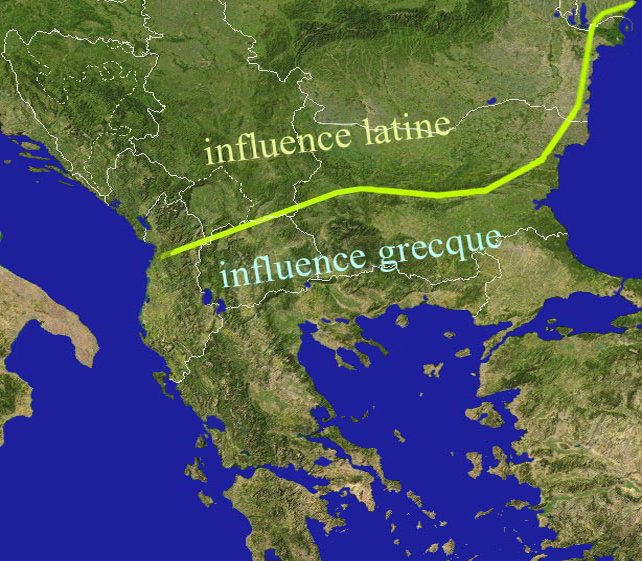
La « ligne Jireček ».

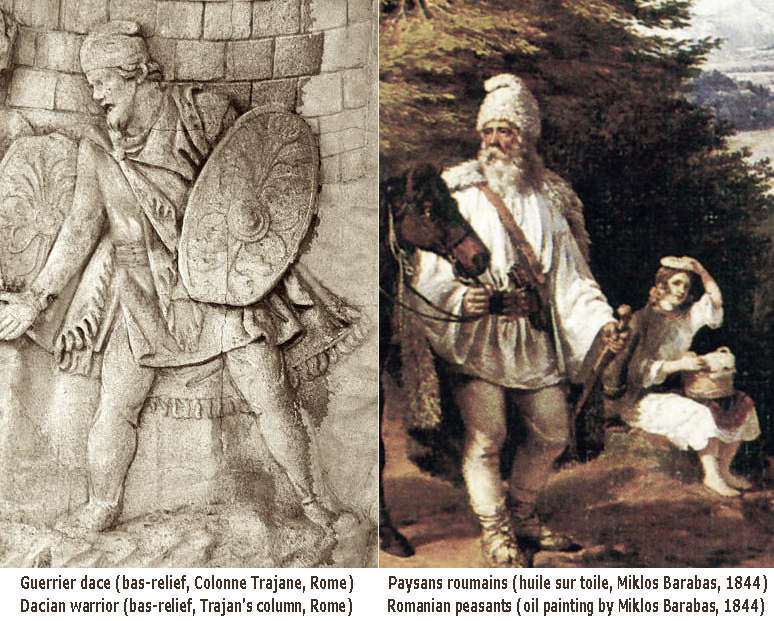
Dans l'imaginaire des Roumains, les ressemblances entre Daces antiques et ancêtres du XIXe siècle nourrissent la certitude d'une « continuité autochtone ».

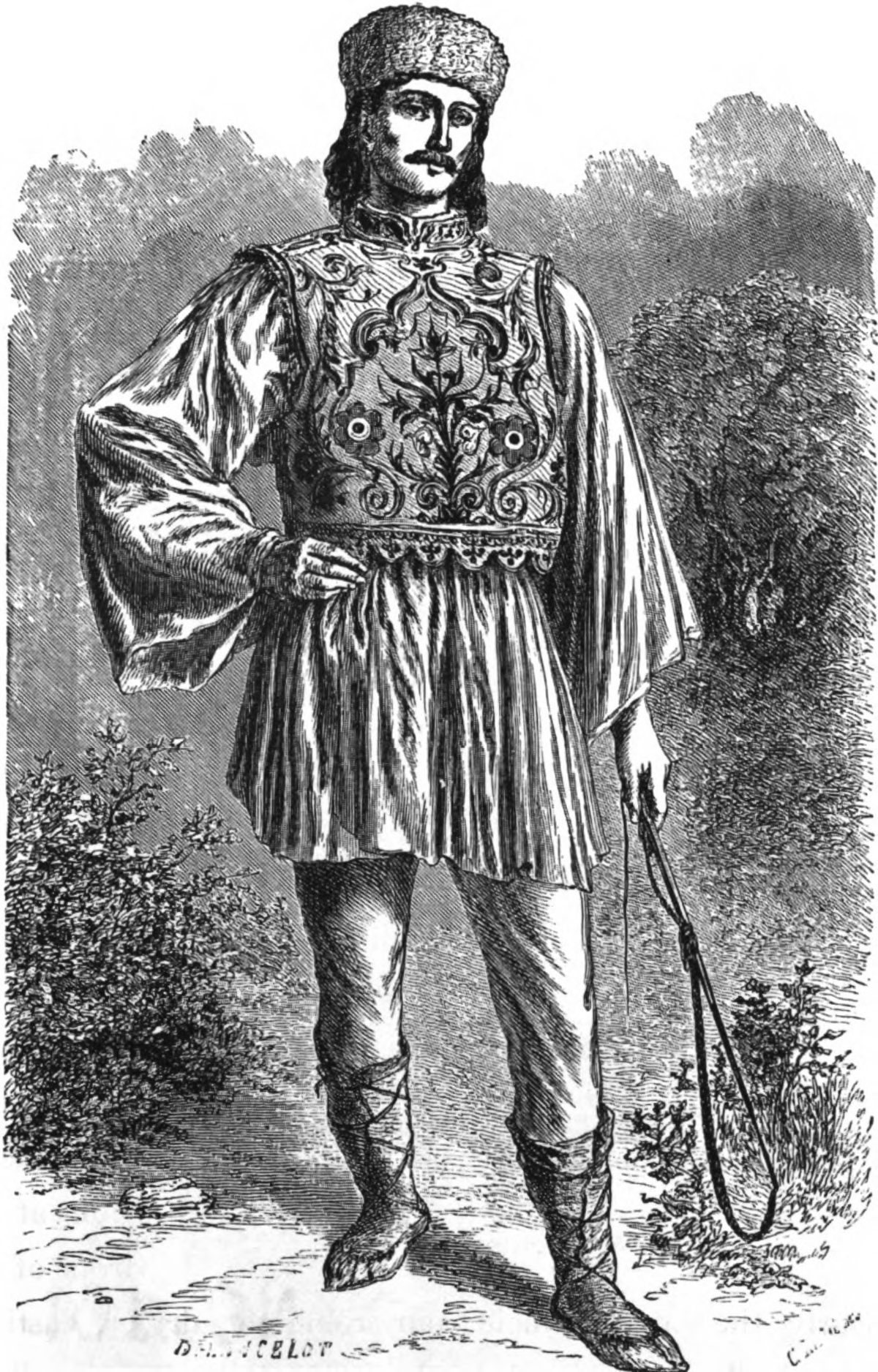
Un cocher valaque dessiné par Dieudonné Lancelot au milieu du XIXe siècle (la légende de l'image le désigne comme « paysan mâle »).

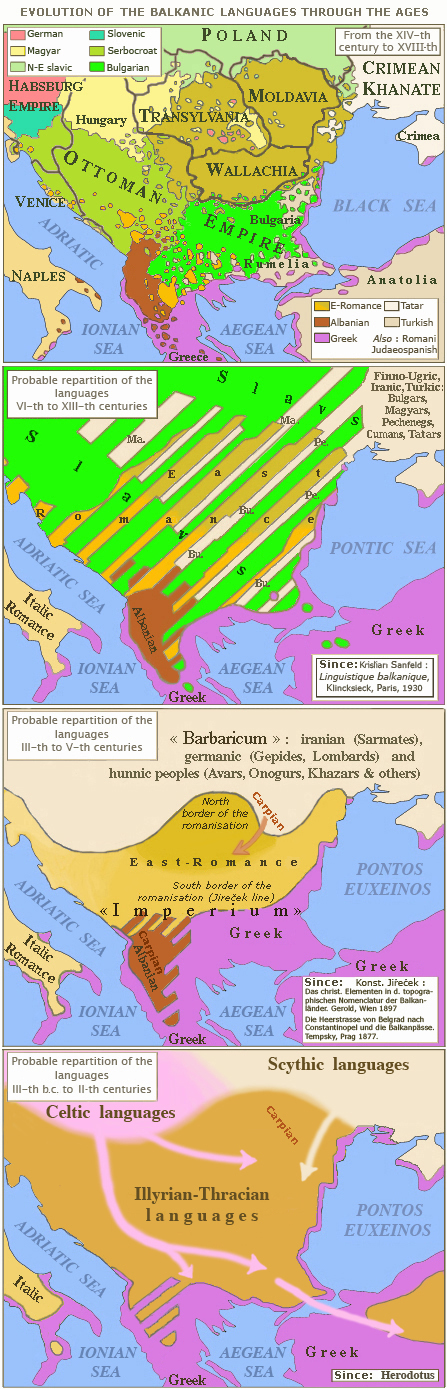
L'évolution des langues romanes orientales parmi les autres langues d'Europe du Sud-Est, avec les trois phases de la formation, de la cohabitation et de la séparation.

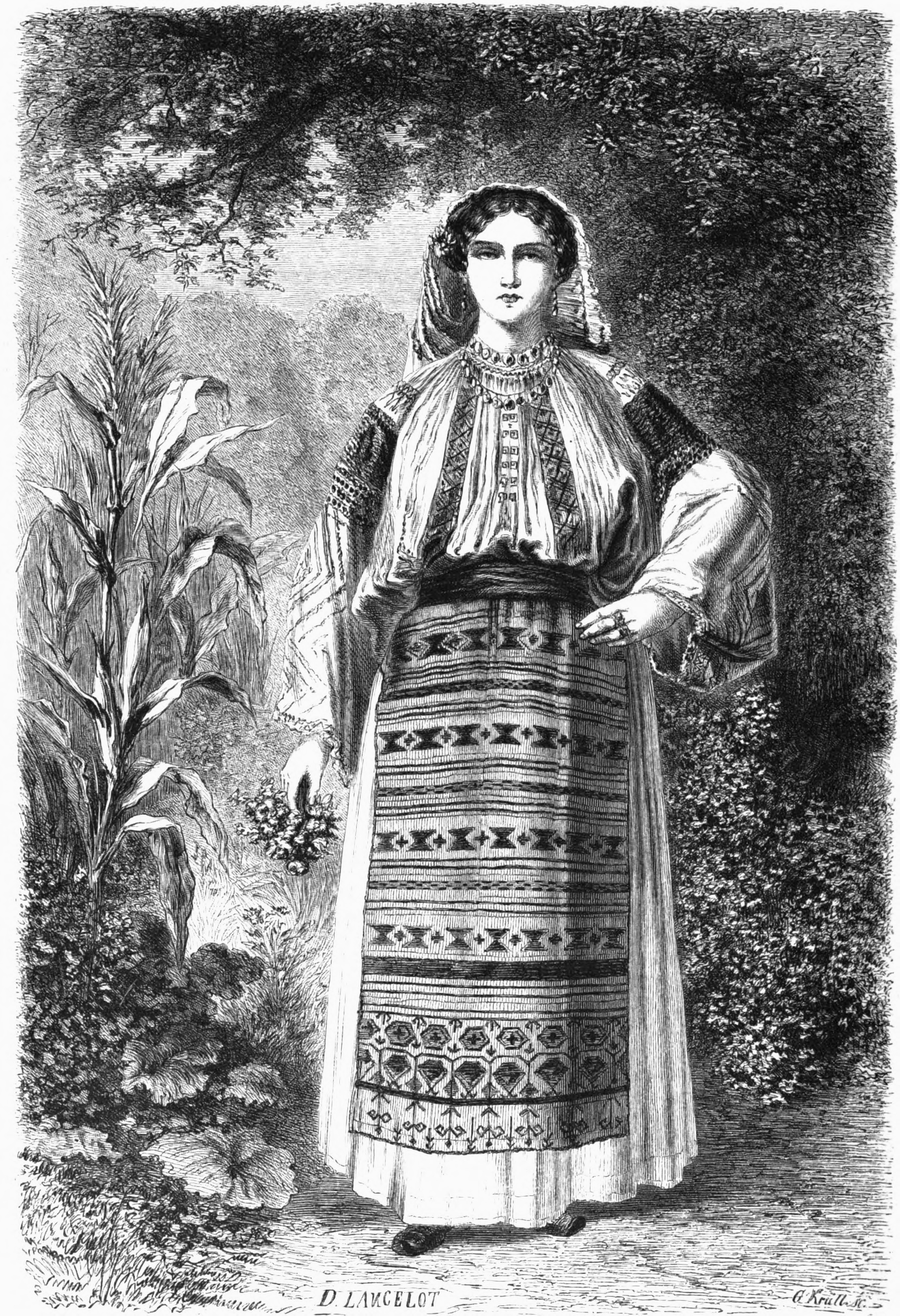
Paysanne valaque dessinée par Dieudonné Lancelot au milieu du XIXe siècle

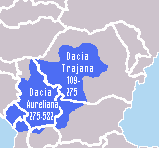
La Dacie romaine antique, « Trajane » et « Aurélienne » : les historiens roumains y voient le « foyer d’origine » du peuple roumain. Les historiens hongrois et russes nient leur persistance au nord du Danube ; les historiens serbes et bulgares leur persistance au sud du Danube : ainsi, les Thraco-Romains et le Proto-roumain sont censés n’avoir jamais existé et n’être qu’une pure invention d’une historiographie roumaine nationaliste et infondée.

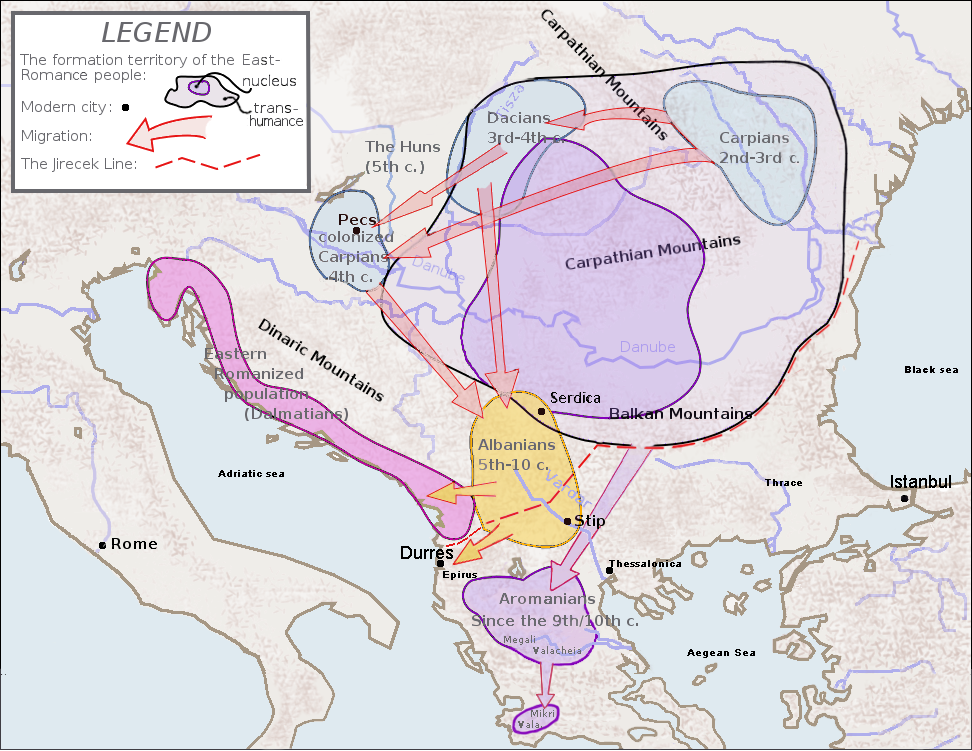
Selon les études linguistiques sur l'origine du roumain et de l'albanais, la romanisation des Daces et des Thraces s'est faite à cheval sur le bas-Danube, et celle des Illyriens en Dalmatie, en deux processus séparés qui ont donné au IVe siècle d'un côté les Dalmates (zone rose) et de l'autre les Proto-Roumains qui, au IXe siècle, se sont séparés en Aroumains (petite zone violette) et en Dacoroumains (grande zone violette), tandis que les Daces non-romanisés (Carpes : zones bleues) migrèrent vers la péninsule des Balkans lors des invasions des Goths, des Huns et des Gépides, devenant les ancêtres des Albanais (zone orange), ce qui expliquerait le lexique commun au roumain et à l'albanais.

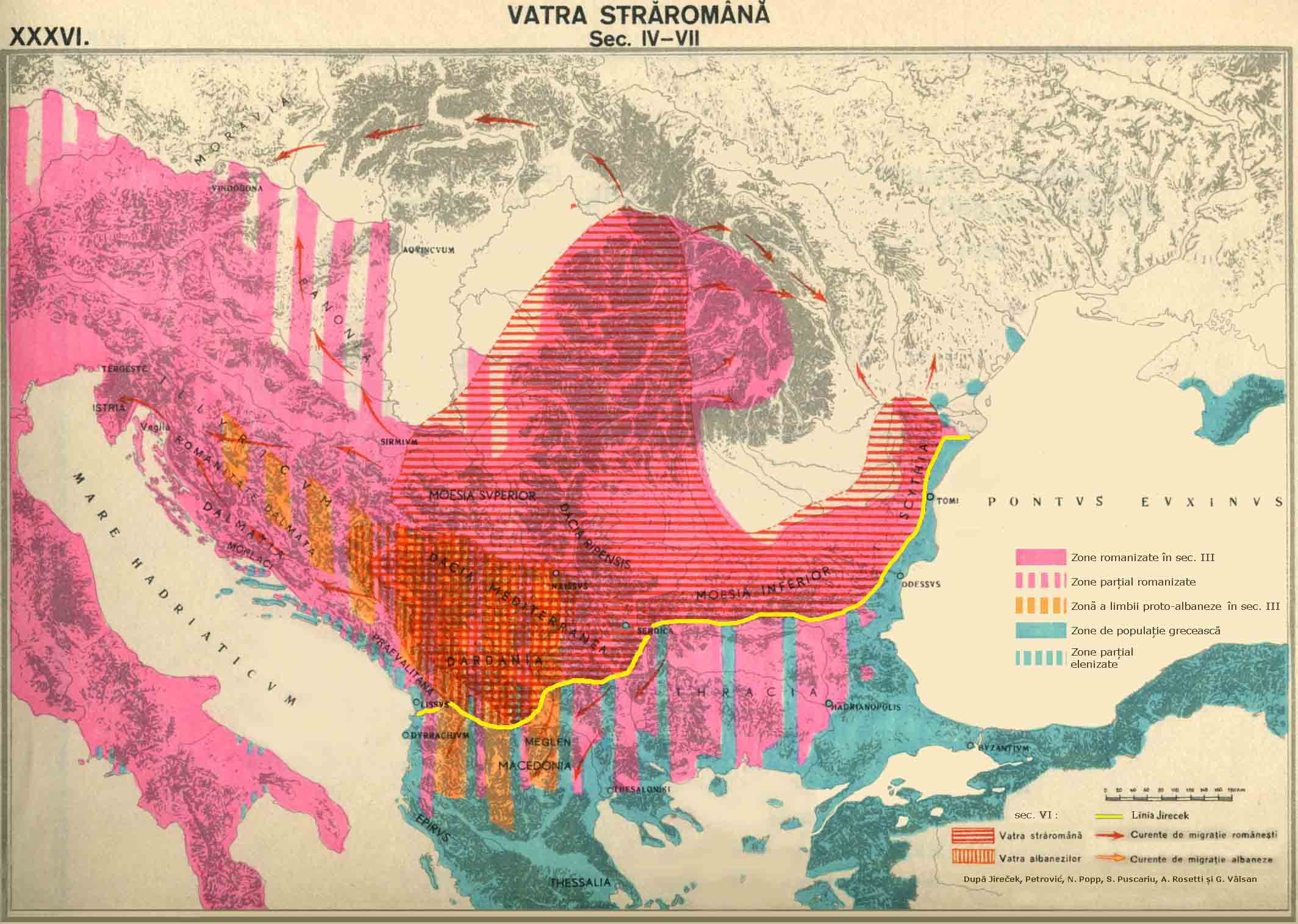
Vatra străromână : l'aire d'origine du proto-roumain.

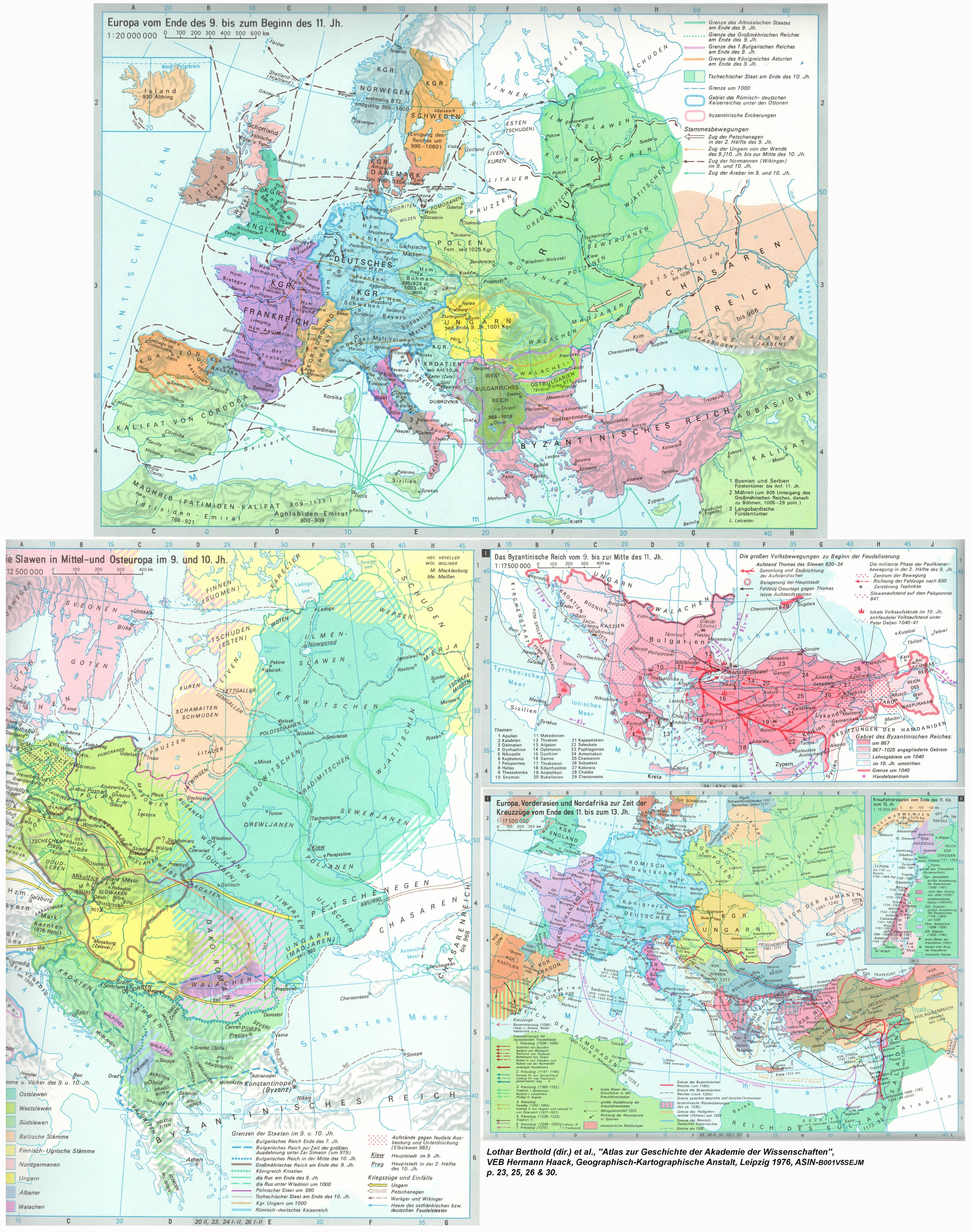
L'atlas historique est-allemand Hermann Haack n'adopte pas les thèses migrationnistes et figure les ancêtres des roumanophones sur les deux rives du Danube, contrairement à l'atlas historique ouest-allemand Westermann qui, suivant l'historiographie austro-hongroise, adopte la thèse migrationniste Sud-Nord.

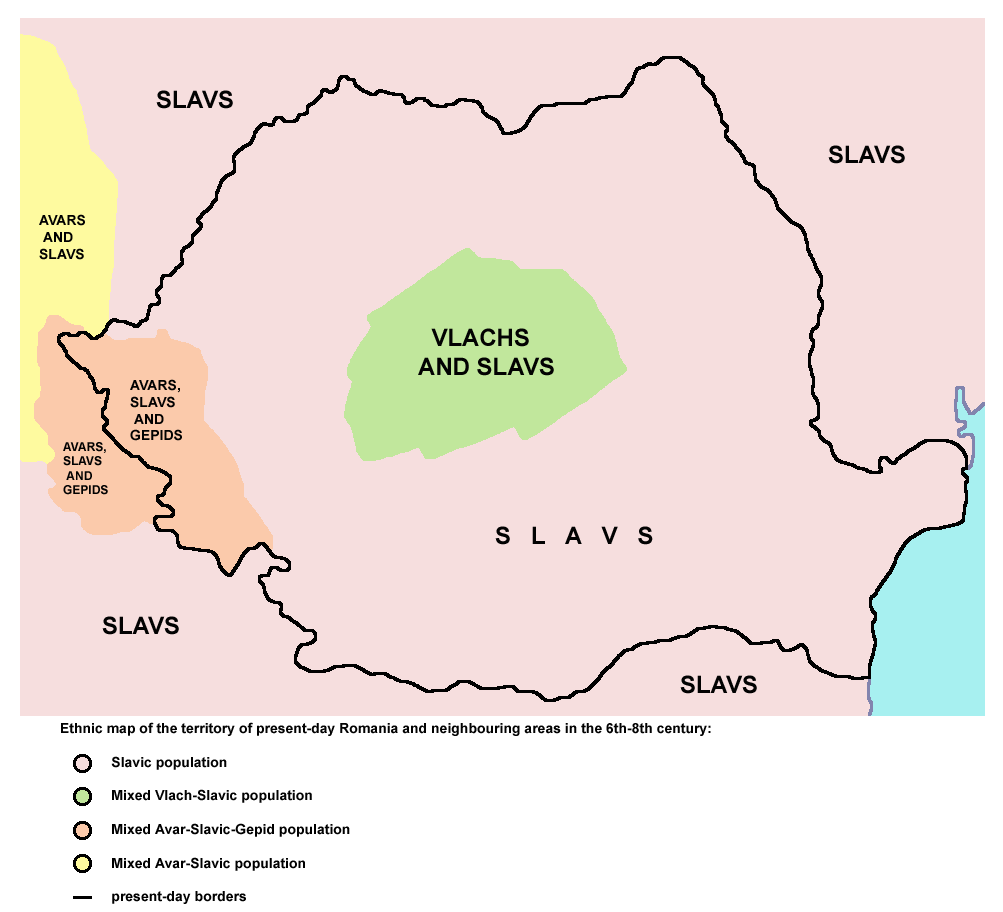
Illustrant la version le plus extrême des thèses migrationnistes Nord-Sud, cette carte yougoslave n'admet comme unique foyer des langues romanes orientales (en vert) que le Sud de la Transylvanie, en dépit de la toponymie et des chroniques.

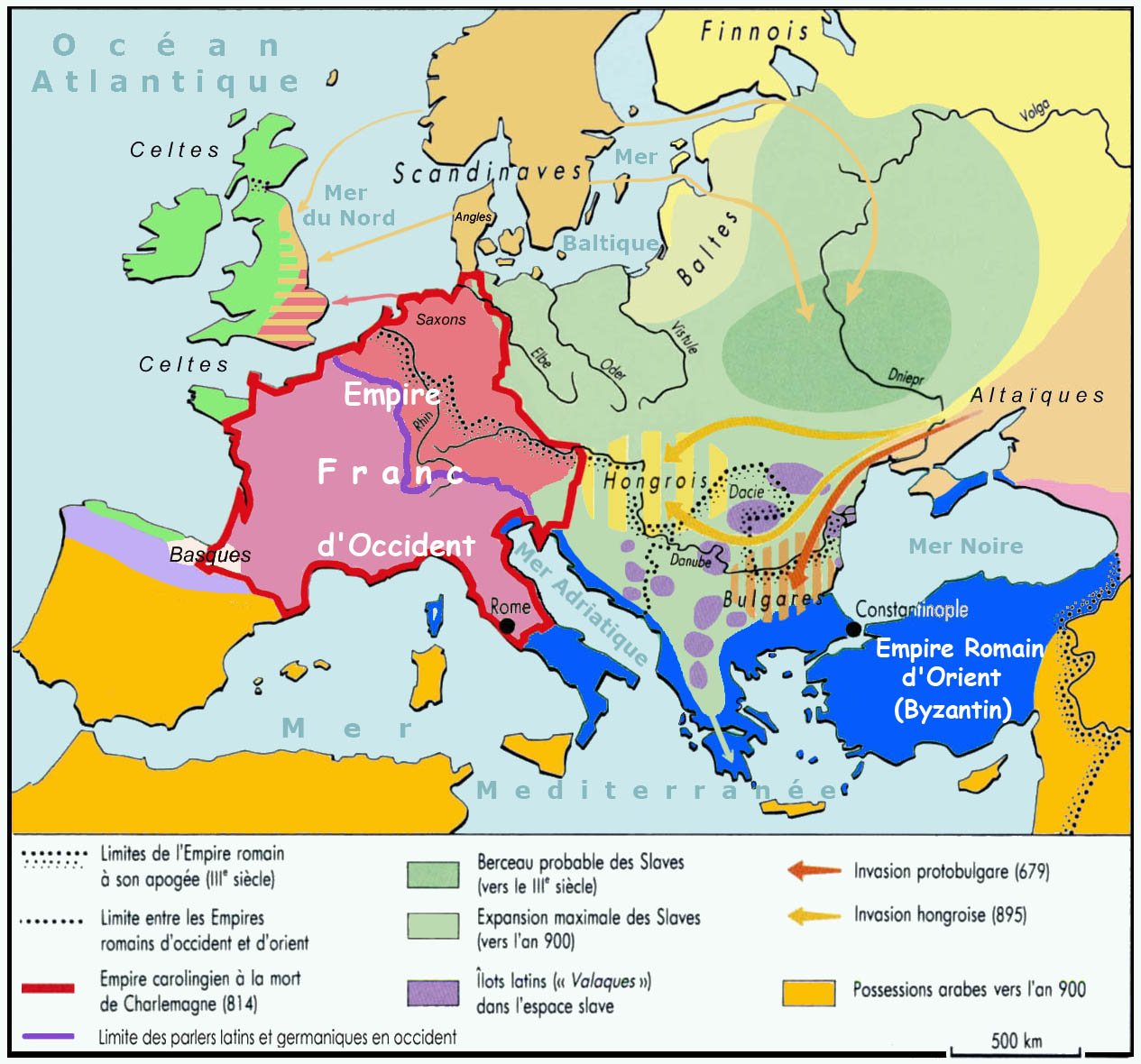
Les roumanophones (« îlots valaques ») en Europe en 850, d'après Anne Le Fur : cette carte fait la synthèse des positions scientifiques actuelles.

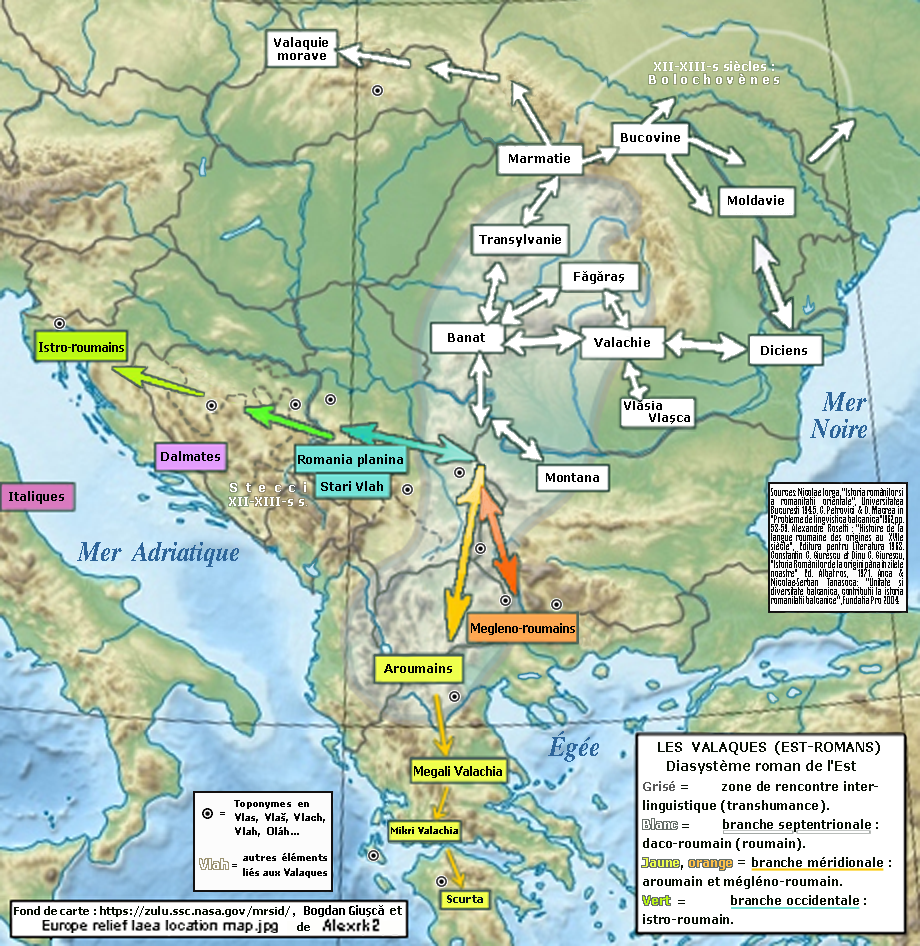
La dispersion linguistique des Valaques dans les Balkans et les Carpates.

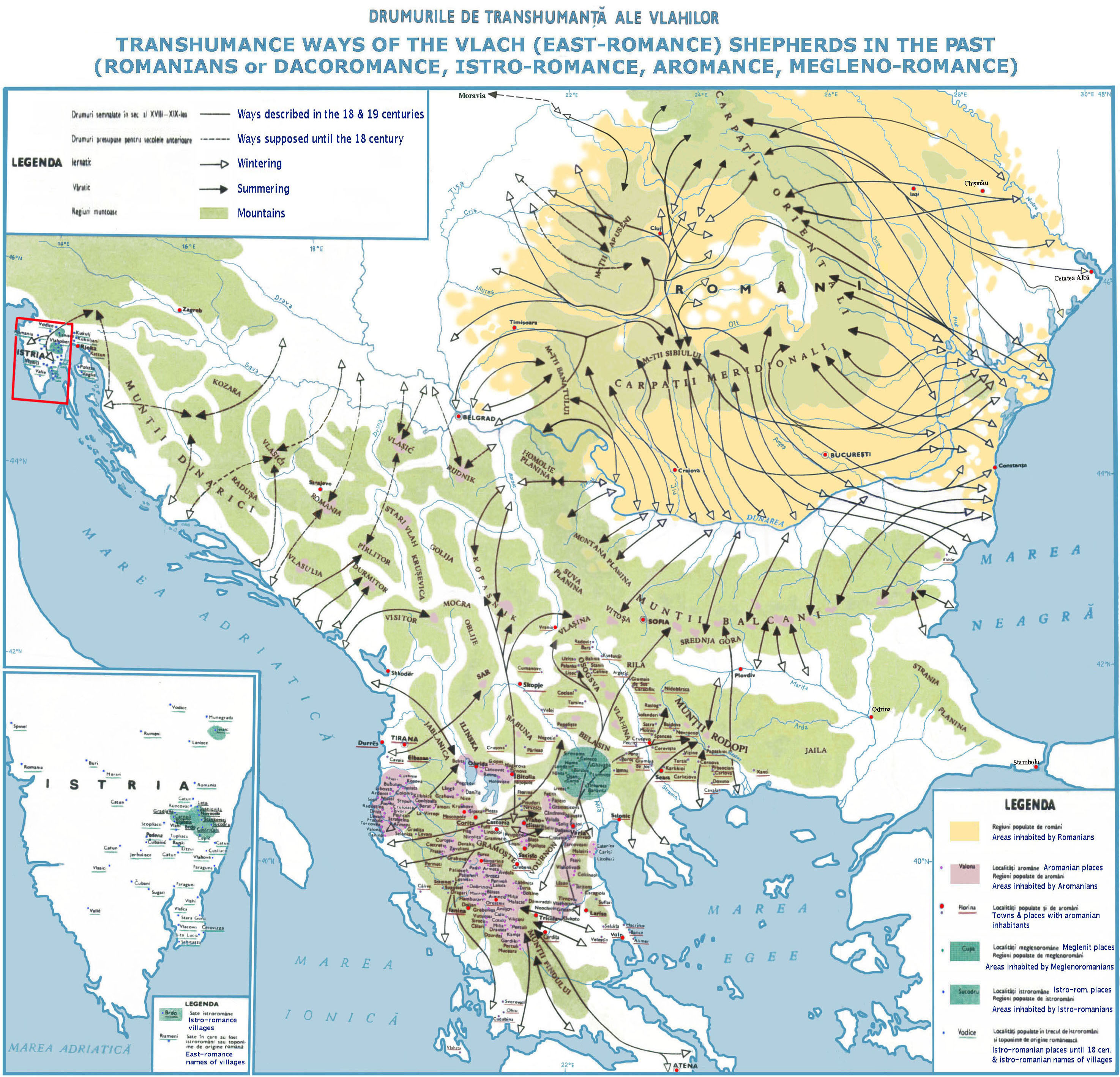
Les chemins traditionnels de transhumance des Valaques.

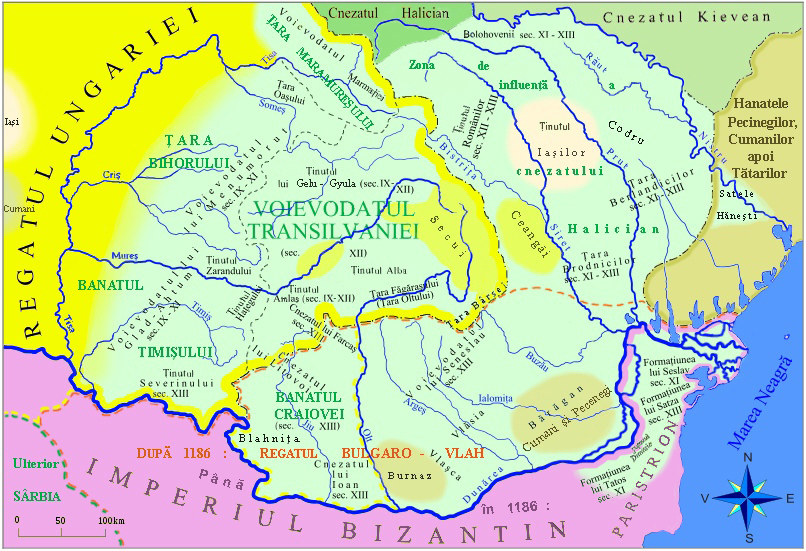
L'aire de répartition des roumanophones au nord du Danube avant le XIIIe siècle.

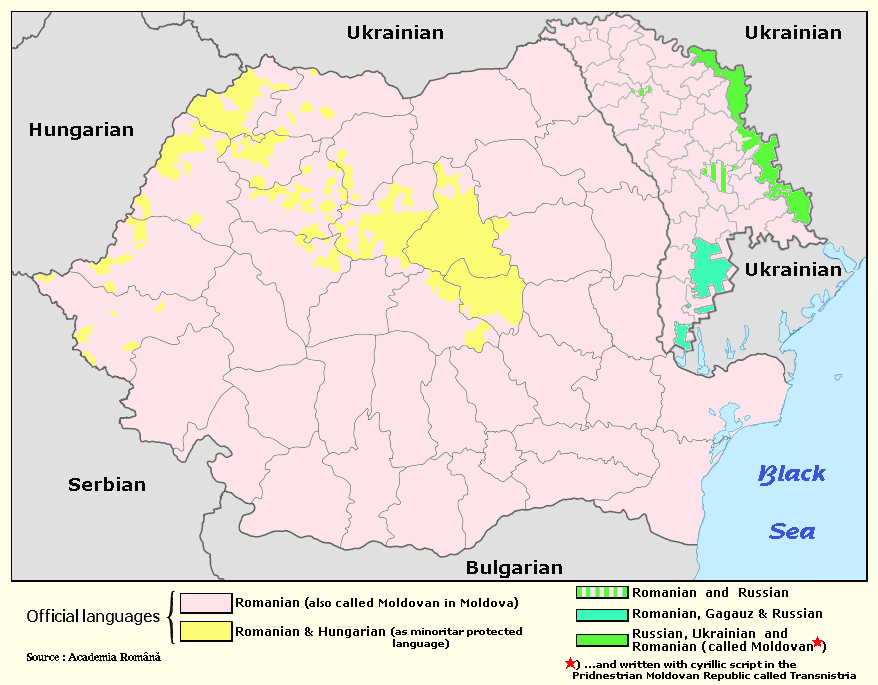
Le roumain comme langue officielle en 2011, seul ou avec d'autres langues.

Selon le droit du sol, un Roumain est un citoyen de la Roumanie, locuteur du roumain ou de toute autre langue minoritaire. Selon le droit du sang, un Roumain est un roumanophone, citoyen de la Roumanie ou non. C’est l’ensemble « roumanophone » (terme forgé par les ethnologues et les linguistes) qui fait l’objet de cet article.

### Développement de la conscience de former un même peuple
Avant de devenir explicite, la conscience de former un même peuple parmi les roumanophones était implicite et liée à leur langue commune et à la legea strămoșească (λеџѣ стръмошѩскѣ, « droit ancestral », en latin jus valachicum ou « droit valaque ») qui fixait les droits, devoirs, privilèges et spécificités juridiques des communautés valaques initialement pastorales de l’Europe centrale et orientale médiévale, dirigées par des joupans et des boyards. Aux XIe et XIIe siècles, on trouve dans le bassin du bas-Danube et dans les Balkans ce que les sources byzantines appellent en grec des ϐλαχίες : valachies, communautés populaires romanophones de l'Europe du Sud-Est gouvernées par la noblesse roumaine, entre lesquelles s'intercalent les sklavinies des Slaves méridionaux. Dans ces régions, le terme « valaque » désignait initialement les communautés romanophones appelées « valachies », mais depuis l’installation parmi elles de « sklavinies » slaves à partir du VIe siècle, qui a abouti à la slavisation linguistique d’une partie de ces communautés pastorales, le terme « valaque » a fini par désigner indistinctement tout berger orthodoxe au XVIIIe siècle, qu’il soit romanophone (cas majoritaire en Hongrie orientale et en Transylvanie) ou slavophone (cas majoritaire dans les Balkans),,,.
Pour autant, le terme « valaque » n’était qu’un exonyme (nom donné par les non-roumanophones) ; l'endonyme « Roumain » (par lequel les roumanophones se désignaient eux-mêmes) est explicitement attesté au XVIe siècle, alors que des humanistes italiens rendent compte de leurs voyages en Transylvanie, Valachie et Moldavie. Ainsi, Tranquillo Andronico écrit en 1534 que les Roumains (Valachi) « s’appellent eux-mêmes Romains ». En 1532 Francesco della Valle accompagnant le gouverneur Aloisio Gritti à travers la Transylvanie, Valachie et Moldavie note que les « Roumains » ont préservé leur nom de « Romains » et qu'« ils s’appellent eux-mêmes Roumains dans leur langue ». Il cite même une phrase en roumain : « Sti rominest ? » (« sais-tu roumain ? », en roumain : știi românește ?), Ferrante Capeci écrit vers 1575 que les habitants de ces provinces s’appellent eux-mêmes Roumains (Romanesci), tandis que Pierre Lescalopier remarque en 1574 que « Tout ce pays la Wallachie et Moldavie et la plupart de la Transilvanie a esté peuplée des colonies romaines du temps de Trajan l’empereur… Ceux du pays se disent vrais successeurs des Romains et nomment leur parler romanechte, c’est-à-dire romain… »
D’autres témoignages sur le nom que les roumanophones se donnaient eux-mêmes, viennent des intellectuels ayant connu de très près ou vécu parmi eux. Ainsi le Saxon transylvain Johann Lebel note en 1542 que les Roumains se désignent eux-mêmes sous le nom de Romuini, alors que le chroniqueur polonais Stanisław Orzechowski (Orichovius) observe en 1554 qu’« en leur langue les Roumains s’appellent Romin, selon les Romains et Valaques en polonais, d’après les Italiens», le Dalmate Antonio Veranzio (ou Anton Verancić) remarque vers 1570 que « les gens vivant en Transylvanie, Moldavie et Valachie se nomment eux-mêmes Romains » et le hongrois transylvain Martin Szent-Ivany cite en 1699 les expressions roumaines Sie noi sentem Rumeni (« nous aussi, nous sommes roumains », en roumain : Și noi suntem români) et Noi sentem di sange Rumena (« nous sommes de sang roumain », en roumain : Noi suntem de sânge român).
Les documents historiques présentent deux graphies du mot « roumain » : « român » et « rumân ». Durant plusieurs siècles, les deux formes coexistent et sont employées d’une manière interchangeable, parfois dans le même document.
Au Moyen Âge, qui pour les roumanophones est un âge pastoral, la dénomination ethnolinguistique rumân/român signifiait aussi « roturier ». En effet, l’aristocratie des pays à majorité roumanophone (joupans, cnèzes, boyards, voïvodes, hospodars et autres comtes, ducs et princes) était soit d’origine étrangère, soit de culture étrangère (slavonne au début, magyare ou hellénique ensuite, française au siècle des Lumières). En Transylvanie, la quasi-totalité de la noblesse roumaine est devenue hongroise au fil des siècles, et ceux qui s’y sont refusés ont du passer en Moldavie et Valachie, où la noblesse s’est en partie hellénisée, notamment à l’époque phanariote. Lorsque l’institution du servage connaît une extension significative, pendant les XVIIe et XVIIIe siècles, la forme rumân finit par identifier le sens de « serf », tandis que la forme român garda son sens ethnolinguistique. Après l’abolition du servage par le Prince Constantin Mavrocordato en 1746, le mot rumân, restant sans objet socio-économique disparaît graduellement alors que la forme român, românesc s’établit définitivement.
Le nom de la Valachie est en roumain Țara Românească (anciennement aussi Ца́ра Рȣмѫнѣ́скъ en cyrillique roumain, translittéré Țara Rumânească), signifiant pays roumain. Le plus ancien document connu en roumain attestant la dénomination « Pays roumain » est une lettre, — la Lettre de Neacșu — écrite en 1521 au maire de Brașov pour le mettre en garde contre les mouvements des Ottomans au sud du Danube. Dans ce texte roumain, la principauté nommée par les étrangers « Valachie » est appelée « Pays roumain » (Ца́ра Ромѫнѣ́скъ en cyrillique roumain, translittéré Țara Românească).
En Transylvanie, après l’échec de la jacquerie de Bobâlna en 1438 et la constitution de l’« Union des trois nations », le jus valachicum disparaît progressivement et la noblesse roumaine n’a que trois issues : s’intégrer à la noblesse hongroise en passant à la langue magyare et au catholicisme comme l’y incite l’édit de Turda du roi Louis Ier de Hongrie en 1366 (grofia), s’exiler en Moldavie ou Valachie (descălecarea), ou perdre tous leurs droits et tomber en servitude (iobăgia). Ce phénomène va accélérer une prise de conscience explicite de former un même groupe relié par la langue, même si dans l’Empire des Habsbourg, les « statuts des Valaques » (latin : statuta Valachorum) promulgués en 1630, concernaient tous les régiments de garde-frontières, les pandoures et les fermiers orthodoxes des « Confins militaires » qu’ils fussent roumanophones ou non, ainsi que des communautés pastorales, initialement orthodoxes et de langues roumaine et ruthène, vivant dans les Carpates et finalement passées au catholicisme et, le plus souvent, aux langues polonaise, tchèque ou ukrainienne (comme les Gorales, les Moravalaques et les Houtsoules),.
L’Empire des Habsbourg absorbe la Transylvanie en 1699. Dans ce pays, au XVIIe siècle, lors de la mise en place des « Confins militaires » habsbourgeois, seul le comté de Fogaras et quelques joupanats comme Almaj, Amlaș, Gurghiu, Lăpuș, Năsăud, Zărnești ou les pays des Motses et d’Oaș étaient encore régis par le jus valachicum, mais à ce moment la conscience commune s’était déjà constituée et c’est pourquoi les Valaques transylvains réclament en 1784 son rétablissement sous une forme actualisée, et se révoltent. Cette révolte échoue et les dernières traces de jus valachicum disparaissent, mais sont relayées par les statuts des Valaques de la Transylvanie militaire, qui disparaissent à leur tour en 1867 en même temps que la Grande-Principauté transylvaine, alors totalement intégrée au royaume de Hongrie. La conscience commune des roumanophones commence alors à intégrer alors de revendications sociales voire territoriales sur le « territoire ethnolinguistique roumain ». Parmi les premières références explicites à un « territoire ethnolinguistique roumain » comprenant la Valachie, la Moldavie et la Transylvanie on trouve l’ouvrage « De la nation des Moldaves » du chroniqueur Miron Costin au XVIIe siècle.
Au XVIIIe siècle, le prince érudit Dimitrie Cantemir désigne d’une manière systématique les trois principautés habitées par les roumanophones (La Moldavie, La Transylvanie et la Valachie) sous le nom de « Pays roumain » (Țara Românească). Le nom « Roumanie » (România) dans son acception moderne apparaît pour la première fois dans un ouvrage datant de 1816 publié à Leipzig, de l’érudit grec Dimitrios Daniel Philippidès. Il semble que le nom était déjà entré dans le langage courant au début du XIXe siècle, puisque sur la pierre tombale de Gheorghe Lazăr à Avrig en 1823 on peut lire « De même que Jésus a ressuscité Lazare, toi, tu as réveillé la Roumanie ». En français, le journal Mercure de France de juillet 1742 emploie pour la première fois l’expression « Valachie ou pays roumain » lorsqu’il présente le texte de la Constitution octroyée par le prince Constantin Mavrocordato en 1746. Mais ce sont Émile Ollivier, Edgar Quinet et Élisée Reclus qui imposeront définitivement en français courant, le nom de « Roumains » pour les roumanophones, à la place de « Valaques », de « Moldaves » et de leurs variantes (Moldovanes, Moldovans, Moldo-valaques, Wallachiens, Vélaces, Volokhs, Vlaques, Koutsovlaques, Zinzares...), dans un contexte où la France soutenait la constitution d’un « État tampon » et « tête-de-pont » francophile entre l’Autriche-Hongrie, la Russie et l’Empire ottoman. Après la généralisation de « Roumains » à l’international, l’exonyme « Valaques » (devenu parfois péjoratif, notamment en hongrois et dans les langues slaves du sud) a servi à désigner plus spécifiquement les romanophones vivant en Serbie, Bulgarie, Albanie, Macédoine et Grèce, et notamment les Aroumains.

### Construction de la Roumanie et début des controverses
Bien qu’elle soit combattue par les empires austro-hongrois et russe, la conscience de former un même groupe s’est progressivement développée au long du XIXe siècle chez l’ensemble des roumanophones, sous l’influence des instituteurs, des enseignants et des prêtres, qui formèrent l'École transylvaine et qui, au début du XXe siècle promurent l’existence d’un État roumain unitaire. Une fois celui-ci réalisé, cette conscience fut contestée selon la méthode hypercritique et considérée comme une expression de l’« impérialisme roumain » par les Soviétiques, et à leur suite par les autorités post-soviétiques, qui ont imposé le terme « Moldaves » pour les Roumains de l’ex-URSS et pour leur langue.
Les controverses sont apparues à partir du moment où l’Empire des Habsbourg justifia l’annexion des provinces roumaines d’Olténie et de Bucovine en invoquant le statut de terra nullius pour ces « provinces danubiennes » peuplées de chrétiens non-catholiques (dits « schismatiques ») tributaires de l’Empire ottoman musulman. Les auteurs roumanophones réfutèrent ce statut de terra nullius en invoquant l’histoire romaine et médiévale. Aux XVIIIe et XIXe siècles la renaissance culturelle roumaine finit par se cristalliser dans l’aspiration de vivre ensemble au sein d’un même État, la Roumanie, à former à partir des principautés de Moldavie et de Valachie (unies en 1859) mais aussi à partir des provinces historiques à majorité roumanophone des Empires voisins : Dobrogée turque, Bessarabie russe, Transylvanie et Bucovine austro-hongroises. Les historiens de ces empires ont contesté les arguments des historiens roumains, usant abondamment de la méthode hypercritique et de l’axiome « absence de preuves vaut preuve d’absence » pour produire un grand nombre d’ouvrages et de cartes où la présence des Thraco-Romains, des protoroumains et autres locuteurs des langues romanes orientales entre 275 et 1275 est omise, de même que l’existence du XIVe siècle au XIXe siècle des principautés roumaines (figurées comme provinces turques sur leurs cartes). La controverse s’est poursuivie après que la Roumanie a obtenu satisfaction en 1918 à l’issue de la Première Guerre mondiale (qu’elle fit aux côtés de l’Entente franco-britannique), car les États issus de la désagrégation de l’Autriche-Hongrie (Hongrie) ou de la Russie (URSS) ont contesté les gains de la Roumanie et revendiqué les territoires dont elle s’était agrandie.
L’URSS à son tour a eu gain de cause en 1940 (ainsi que la Hongrie, mais celle-ci seulement pour une partie de ses revendications, et seulement pour quatre ans), ce qui n’a fait qu’alimenter les controverses jusqu’à nos jours, d’autant que si les États modernes n’ont plus de revendications territoriales, il n’en est pas de même de l’ensemble des opinions.

### Controverse sur la définition
La définition même d’un roumanophone est sujette à diverses controverses, linguistique, sociologique ou politique  :
- linguistiquement, si l’on considère que les quatre langages est-latins sont quatre langues à part entière (position de G. Giuglea, Alexandru Graur, Florin Constantiniu, Ion Coteanu, Neagu Djuvara…) un « roumanophone » est seulement un locuteur de la langue daco-roumaine, et cela en exclut les Aroumains, les Istro-Roumains et les Mégléniotes ; en revanche, si l’on considère qu’il s’agit de quatre dialectes d’une même langue (position de la plupart des historiens et linguistes roumains) cela les inclut ;
- sociologiquement, suivant Ernest Gellner qui affirme que « ce sont les États qui créent les nations », les Roumains ne peuvent pas plus exister avant 1859, que les Italiens avant 1870, les premiers ayant été « créés » par la renaissance culturelle roumaine, et les seconds par le Risorgimento, donc même si les locuteurs est-latins surnommés « valaques », « moldaves » ou « moldo-valaques » peuvent avoir une histoire antérieure au XIXe siècle, cette histoire n’est pas celle des Roumains modernes et la Roumanie moderne ne peut la revendiquer comme sienne, de sorte que les « principautés danubiennes » dont la langue officielle et liturgique était initialement le slavon (écrit en caractères gréco-cyrilliques) et dont l’aristocratie était d’origine coumane ainsi que la principauté de Transylvanie dont l’aristocratie était magyare ou assimilée, ne devraient en aucun cas être considérés comme des « États roumains » (țări românești) ni comme des précurseurs des États roumains modernes (Roumanie et Moldavie), ni même comme des « provinces historiques roumaines » comme on le fait couramment en Roumanie et Moldavie[55] ;
- politiquement, l’émergence de la République de Moldavie lors de la dislocation de l'URSS n’a pas abouti, comme dans les pays baltes, à une sortie de la sphère d’influence de la Russie ni à une intégration dans l’Union européenne : les russophones y sont toujours très influents, et leurs partis[56] ont promulgué une constitution qui, par son article 13, rejette officiellement l’appartenance des latinophones de Moldavie à l’ensemble roumanophone, bien que l’Académie des sciences moldave admette que « le moldave et le roumain sont analogues »[57] et que la Cour constitutionnelle ait jugé en 2013 que la dénomination de « roumain », figurant dans la déclaration d'indépendance du pays, prime sur celle de « moldave »[58]. Dans ce pays, jusqu’à la promulgation de la loi du 2 mars 2023 modifiant l’article 13 de la Constitution, si un citoyen autochtone s'identifiait comme « roumain », il s’excluait de la communauté nationale et était considéré comme « issu d’une minorité ethnique ». Cela a eu pour effet de diviser les Moldaves en deux groupes : ceux de Roumanie, qui pouvaient s’identifier à la fois comme « Moldaves » et « Roumains », et ceux de l’ex-URSS, qui devaient choisir de s’identifier soit comme « Moldaves », soit « Roumains » (mais dans le second cas, les autorités alors pro-russes les considéraient comme une minorité dans leur propre pays). Devenu majoritaire au Parlement depuis les élections législatives moldaves de 2021, le Parti action et solidarité a décidé, pour faciliter la procédure d'adhésion de la Moldavie à l'Union européenne, d’abolir la double-dénomination de la langue et de l’ethnie majoritaire afin que tous les citoyens de la Moldavie soient également des « Moldaves » quelles que soient leurs langues, origines ou cultures[59]. Ainsi, selon le modèle belge ou suisse où tous les citoyens du pays sont respectivement des « Belges » ou des « Suisses » quelles que soient leurs langues, les citoyens de la Moldavie sont désormais tous des « Moldaves », avec le roumain comme langue usuelle de 78 % d’entre eux, à côté du russe, de l’ukrainien, du gagaouze et du bulgare[60],[61].

## Controverses sur la zone géographique d’émergence des roumanophones
L’endroit où l’ethnogenèse des roumanophones eut lieu (vatra străromână) est lui-même sujet à controverses, dues au fait qu’entre la romanisation des Thraces/Daces et la première mention par le chroniqueur byzantin Georges Cédrène, au XIe siècle, du terme « Valaque », les sources écrites n’apportent pas d’information explicite sur ce sujet. En fait, on ne les appelait tout simplement pas encore « Valaques », car, pour les auteurs byzantins, ils étaient, comme les hellénophones, et les albanophones, inclus dans le terme générique de Ῥωμαίοι (« Romains ») donné à tous les habitants aborigènes de l’ancienne Ῥωμανία (l’Empire). Ce contexte a favorisé l’émergence des thèses divergentes, selon l’axiome « absence de preuve égale preuve d’absence », l’essentiel étant surtout que les roumanophones apparaissent dans l’histoire « après » leurs voisins slaves ou magyars ; comme une telle apparition tardive semble inexplicable, des spéculations comme l’immigration à partir de l’Italie via la thalassocratie génoise ont été avancées par Vladimir Jirinovski déjà cité ;
En réaction à ces tentatives de les « priver d’histoire », certains auteurs roumains, tel Bogdan Petriceicu Hasdeu dans son livre Etymologicum magnum Romaniae ou Nicolae Densușianu (ro) dans sa Dacie préhistorique, ont largement diffusé une pseudohistoire protochroniste qui décrit sans la moindre preuve vérifiable une « civilisation préhistorique pélasgique » allant de l’Atlantique à l’Oural, dont l’actuelle Roumanie aurait été le centre, qui serait à l’origine du latin (compté comme un dialecte dace), et dont le roumain serait la langue la mieux conservée jusqu’à nos jours sur une continuité de cinq millénaires.
Dans la réalité démontrable, les « Valaques » ne peuvent ni apparaître par « génération spontanée » au XIIIe siècle après une « miraculeuse réapparition au bout de mille ans d’absence », ni descendre des « Pélasges » (mot grec ancien très polysémique) protohistoriques. Quelles que soient les controverses, le fait que les langues romanes orientales existent aujourd’hui implique que les formes anciennes de ces langues ont existé dans la région avant l’arrivée des Avars, des Slaves, des Bulgares et des Magyars, même si l’archéologie ou la toponymie sont discutées, et même si les mentions écrites sont rares (passages de Théophylacte Simocatta et de Théophane le Confesseur).
La plupart des historiens situent le foyer proto-roumain (roum. vatra străromână) au nord de la ligne Jireček, c’est-à-dire en Dacie (soit les régions antiques de Dacie aurélienne et trajane, de Mésie et de Scythie mineure, ou les régions actuelles du Banat, d'Olténie, de Transylvanie, de Bulgarie danubienne et de Dobroudja. C’est le cas de Theodor Capidan, A.D. Xenopol et Nicolae Iorga, qui ont pensé que la différenciation linguistique ultérieure en quatre dialectes ou langues :
- le daco-roumain (dans le bassin du bas-Danube),
- l’aroumain et ultérieurement le mégléno-roumain (le long de la ligne Jireček, au contact direct de la langue grecque),
- l’istro-roumain (à l’ouest de ces zones : Romanija Planina, Stari Vlah, Morlaquie, Istrie)…
…s’est effectuée sur place, par séparation progressive des Thraco-Romains depuis l’installation des Slaves, dans une continuité romane de l’Est, similaire à la continuité gallo-romaine, et par un processus de différenciation similaire à celui qui a donné en France les langues d'oïl et d’oc[65].

Cette thèse plurigénétique de la « continuité daco-romano-roumaine » est contestée non seulement dans les pays voisins, mais aussi en Roumanie même, où elle n’est diffusée ni dans les ouvrages scolaires ni dans ceux de vulgarisation, dominés par la thèse monogénétique d’une ethnogenèse en Roumanie seulement et de migrations ultérieures et tardives à partir de cet unique foyer. Il s'appuient pour cela sur les chroniques du moine russe Nestor,,,.
Une activité essentielle des Valaques durant la plus grande partie de leur histoire a été le pastoralisme transhumant nomade à travers les Carpates, le Grand Balkan, le Pinde, le Danube et ses affluents, régi par le « droit valaque »,. Les deux théories migrationnistes monogénétiques « A » comme « désert des Avars » et « B » comme « absence des romanophones dans les Balkans » s’affrontent encore au XXIe siècle, biaisant les débats scientifiques :
- La théorie « A » provient de l'idée que les Avars, peuple des steppes arrivé au VIe siècle, aurait vidé de tout habitant sédentaire le territoire de la future Hongrie jusqu'à l'arrivée des Magyars au Xe siècle, de sorte que ceux-ci en auraient été les premiers occupants. Elle domine l’historiographie hongroise et germanique qui conteste l’ancienneté des Roumains en Transylvanie, et l’historiographie soviétique et russe qui conteste l’ancienneté des roumanophones en Bessarabie (aujourd’hui République de Moldavie), affirmant que le proto-roumain n’était parlé initialement qu’au Sud du Danube, d’où les ancêtres des Roumains auraient immigré tardivement en Transylvanie et en Moldavie. Au XXIe siècle, l’académie hongroise soutient toujours officiellement cette thèse[74]. Les arguments de la théorie « A » sont :
  - la courte période d’occupation romaine de la Dacie (165 ans) ;
  - l’étendue limitée de la Dacie trajane qui n’inclut que la moitié de la Dacie (actuelles Transylvanie, Olténie, Banat, l’ouest de la Munténie et la Moldavie du Sud) ;
  - les récits des historiens Eutrope (livre IX, 15), Flavius Vopiscus et Sextus Rufus, relatant que l’empereur Aurélien a retiré de Dacie non seulement les garnisons et l’administration, mais aussi la population romaine ;
  - la conquête par la tribu dace des Carpes, venant de Moldavie, des zones abandonnées par les Romains ;
  - l’absence de documents écrits confirmant que des populations latinophones vivaient en Dacie durant la période intermédiaire entre le retrait romain et le Xe siècle ;
  - l’absence de traces incontestables d’influence germanique dans la langue roumaine, alors que, aux ve et VIe siècles, la Dacie est habitée par des tribus d'origine germanique.

- La théorie « B » domine l'historiographie roumaine, serbe, macédonienne et bulgare qui n’admet pas que des populations romanes aient pu vivre dans les Balkans avant l’arrivée des Slaves, malgré quatre à six siècles de présence romaine, affirmant que ce sont les Valaques des Balkans qui sont issus d’ancêtres tardivement venus, de la Roumanie actuelle, au Sud du Danube, le Proto-roumain n’ayant pu être parlé qu’au Nord du Danube. Cette thèse quasi-officielle en Roumanie affirme que la conquête romaine de la Dacie en 106 a inauguré un processus de romanisation rapide et intense, les Daces adoptant le latin vulgaire des colons romains, vecteur de promotion sociale dans l’Empire, de la même façon que les Gaulois romanisés sont devenus gallo-romains pour les mêmes raisons. Cela permet aux historiens roumains d’affirmer que la Transylvanie a été habitée de façon continue par les ancêtres des Roumains actuels, et qu’il y ont fait preuve d’un tel dynamisme démographique, que leurs descendants sont descendus jusqu’en Grèce. Dans cette optique, les Valaques sud-danubiens descendent tous de bergers roumains venus des Carpates, mais cela heurte les thèses autochtonistes grecques selon lesquelles les Aroumains seraient en fait des Grecs latinisés. Les arguments de la théorie « B » sont :
  - l’importante colonisation romaine en Dacie, due à l’attrait des gisements d’or ;
  - le mélange de colons romains provenant des différentes parties de l’Empire, le latin vulgaire seul pouvant leur servir de langue véhiculaire, de la même façon que l’anglais s’est imposé aux États-Unis ;
  - les toponymes daces ont conservé, par exemple le nom de plusieurs rivières (Danube: Danubius/Dunăre ; Alutus-Olt; Samus-Someș, Maris-Mureș, Auraneus-Arieș, Porata/Pyretos-Prut), et le nom de certaines cités (Petrodava-Piatra Neamț, Abruttum-Abrud, Dava-Deva) ;
  - la ressemblance entre les vêtements daces et les habits traditionnels roumains, comme le montre la Colonne Trajane ;
  - comme Trajan en 106, Constantin Ier a porté le titre de Dacicus Maximus en 336, longtemps après le retrait d’Aurélien en 270-275 ;
  - la population romaine de Dacie, même si elle s’est partiellement retirée, n’est pas allée bien loin, mais sur l’autre rive du Danube, en Dacie ripense, d’où elle a continué à commercer avec la rive nord (où l’exploitation des salines et des orpaillages) comme en témoignent de nombreuses monnaies ;
  - les objets archéologiques au nord du Danube témoignant de l’usage du latin après le retrait impérial de 271 : des inscriptions (par exemple l’ex-voto de Biertan) montrent que le latin vulgaire a pu servir de lingua franca aux commerçants, aux orpailleurs, aux sauniers, et entre les populations sédentaires (Daces romanisés ou non) et de passage (Gépides, Goths, Avars, Slaves, etc.) : en effet, le roumain présente des caractères linguistiques propres aux langues « pidgin », qu’il partage avec les autres langues balkaniques, aussi bien slaves qu’albanaise et grecque moderne.

## « Millénaire d’absence » apparente et conclusion de Lucien Musset

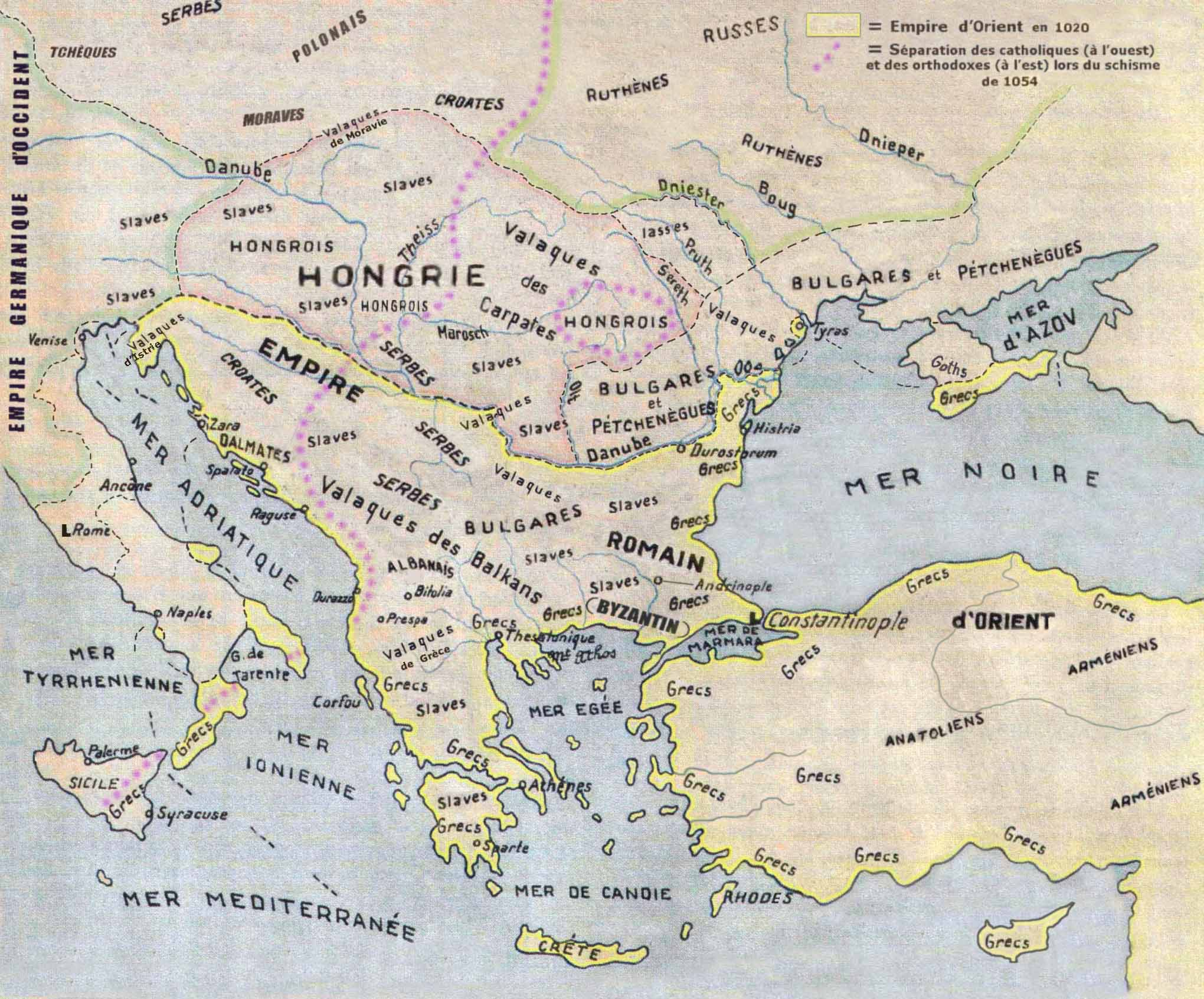
Les Valaques des Balkans, des Carpates et des alentours peu après l'an mil, selon Ferdinand Lot et Alexandre Xénopol.

En raison de ces controverses et incertitudes, les ouvrages historiques actuels tendent à occulter l’existence des langues romanes orientales entre la fin de l’Empire romain et l’émergence des principautés médiévales de Moldavie et Valachie (soit pendant plus d’un millénaire), ce qui est considéré comme absurde par la plupart des historiens roumains : dans une interview de 2008, l’historien Neagu Djuvara disait avec humour : « Les arguments des thèses antagonistes peuvent tous être contestés, mais ils ont le mérite d’exister, tandis qu’aucun fait archéologique et aucune source écrite n’étayent l’hypothèse d’une disparition pure et simple des roumanophones pendant mille ans, qu’ils se soient envolés avec les hirondelles pour migrer en Afrique, ou qu’ils soient allés hiberner avec les ours dans les grottes des Carpates ou des Balkans… ».
Lucien Musset écrit que la frontière de l’Empire romain, de la mer du Nord à la mer Noire en passant par la Souabe et la Transylvanie, doit être considérée comme un tout. Selon lui, les parties plus occidentales furent germanisées, celles du centre effacées par les invasions successives hunnique, avare puis magyare, et celles de l’Est et du Sud transformées en îlots romanophones en Transylvanie et dans les Balkans. Parmi ces îlots, les premiers se sont mieux maintenus que les seconds à partir du XIe siècle grâce à la stabilisation du royaume de Hongrie au nord du Danube, tandis qu’au Sud l’insécurité des affrontements entre Bulgares et Byzantins puis entre états chrétiens et Ottomans, jointe à la présence massive des Slaves méridionaux, fit dépérir lentement ces îlots romanophones dont les Aroumains sont les derniers témoins.